# Либертарно-юридическая теория права и государства
Либерта́рно-юриди́ческая тео́рия пра́ва и госуда́рства (равнозначно: либертарная теория права и государства; либертарная теория права) — концепция понимания права и государства, основана на прогрессе свободы, разработанная академиком РАН Владиком Сумбатовичем Нерсесянцем в 70-90-х гг. XX века, представляющая собой самостоятельное направление в российской философии права , конкурирующее с иными типами понимания права в России (позитивистской теорией права во всех её вариантах, естественно-правовым направлением и другими). Стала явлением постсоветской науки о праве и государстве, однако до настоящего времени не получила широкой поддержки и применения в научных кругах. В настоящее время либертарную теорию права развивают последователи В. С. Нерсесянца — В. А. Четвернин, В. В. Лапаева, Н. В. Варламова. После смерти В.С. Нерсесянца развитием либертарно-юридической теории также начал заниматься родной брат В.С. Нерсесянца — Вазген Сумбатович Нерсесян.
Либертарно-юридическая теория права в советское время противопоставила марксистско-ленинскому учению о государстве и праве (имевшему в советское время статус единственно верного и научного) новый подход к пониманию права, основанный на концепции (метатеории) различения права и закона .
Нередко либертарную теорию называют идеологией, а также метафизическим, философским пониманием права и отказывают ей в научном статусе. Как правило, такие обвинения выдвигаются сторонниками господствующего позитивистского понимания права и государства.

## Наименование теории
В. С. Нерсесянц в начале 90-х гг. XX в. называл свой подход к праву и государству либеральным. Впоследствии, В. С. Нерсесянц стал называть своё учение либертарной теорией. Однако изменение не было обусловлено каким-либо изменением концепции:
Эта концепция названа «либертарной» (от лат. libertas — свобода) потому, что право, согласно данной трактовке, включает в себя (онтологически, гносеологически и аксиологически) свободу (свободу индивидов); слово же «юридический» (от лат. ius — право) в названии концепции означает «правовой» (а не «юриспруденческий», то есть не относящийся лишь к специальной сфере юридической науки) и использовано для обозначения отличия данного типа правопонимания, с одной стороны, от юснатурализма (от лат. ius naturale — естественное право), с другой — от легизма (от лат. lex — закон) как обобщенного наименования всех позитивистских учений о праве.В. С. Нерсесянц
Либертарная теория права В. С. Нерсесянца имеет только аксиологическое родство с либертарианством XX века, напрямую генетически и методологически не связана с либертарианскими учениями XX века. Более того, в своих фундаментальных трудах В. С. Нерсесянц не исследует либертарианские учения о праве XX века. В свою очередь либертарная институциональная теория В. А. Четвернина имеет значительно большую связь с либертарианством второй половины XX века, с его минархистской ветвью.

## Генезис либертарной теории и её развитие
В 60-х гг. XX в. В. С. Нерсесянц активно изучает философию права Г. В. Ф. Гегеля, младогегельянство и неогегельянство, а также критику К. Марксом взглядов Гегеля на государство и право. В 1973 г. В. С. Нерсесянц впервые публикует статью о необходимости различения права и закона для преодоления формально-догматического позитивистского подхода к праву, обосновывая правомерность такого различения цитатами из трудов К. Маркса и Ф. Энгельса.
Не только в своих ранних работах младогегельянского периода, но и в последующих произведениях К. Маркс и Ф. Энгельс исходили из различения права и закона… С переходом на материалистические позиции К. Маркс и Ф. Энгельс, используя различение права (правовых отношений) и закона (законодательства, государственных нормативных установлений и предписаний), подвергли основательной критике идеи «юридического мировоззрения», идеалистические взгляды (широко распространенные и в наше время) по вопросу о характере, роли и назначении законодательства, его истоках и целях».В.С.Нерсесянц
После защиты докторской диссертации В. С. Нерсесянц начинает активно разрабатывать проблему различения права и закона. В 1977 г. В. С. Нерсесянц предлагает главному советскому юридическому журналу «Советское государство и право» статью «Право и закон: их различение и соотношение». Статья получает отрицательные рецензии и не допускается к печати.. Ранее неизвестные идеи В. С. Нерсесянца получают известность в советской юридической науке после его выступления на круглом столе «О понимании советского права», который проводился журналом «Советское государство и право» в 1979 г. и в двух номерах которого за тот же год были опубликованы выступления всех участников. В своем выступлении В. С. Нерсесянц подверг резкой критике господствовавший в марксистско-ленинской науке подход к пониманию права (т. н. «узконормативный», введенный в советскую науку А. Я. Вышинским в 1938 г.), а также выразил сомнения в теоретической состоятельности (но не ценности) так называемого «широкого подхода» к праву, охарактеризовав различия между этими типами понимания права, как «непринципиальные». По сравнению с неопубликованной статьей 1977 г. В. С. Нерсесянц пошёл дальше простого различения права и закона, но указал на необходимость рассматривать категорию права через категорию свободы. Эта точка зрения на право существенно отличалась от принятой в советской науке с 1938 г. и резко контрастировала с большинством высказанных мнений о праве на круглом столе.
«Понятие «свобода» диаметрально противоположно понятиям «произвол», «своеволие», «насилие»… В условиях государственно-организованного общества свобода возможна и действительна лишь как право, имеющее законную силу…
…В условиях взаимосоответствия свободы, права и закона законной силой обладает лишь норма, представляющая собой меру свободы. Ценность права как раз и состоит в том, что право  обозначает сферу, границы и структуру свободы, выступает как форма, норма и мера свободы, получившая благодаря законодательному признанию официальную государственную защиту».В.С.Нерсесянц
Таким образом, уже в 1979 г. В. С. Нерсесянц и его концепция резко и публично дистанцируются от магистральной линии советской теории государства и права, которая за редкими исключениями (Л. С. Мамут, В. Д. Зорькин) рассматривала право с точки зрения принятых государством норм (законодательство в широком смысле). В 1983 г. В. С. Нерсесянц публикует одну из своих фундаментальных книг — «Право и закон. Из истории правовых учений», в которой впервые на монографическом уровне он формулирует свой подход к различению права и закона и определению понятия права через категории «свобода», «равная мера», «справедливость». Основания для своих выводов В. С. Нерсесянц вновь находит в первоисточниках классиков марксизма:
Право как форма (и мера) свободы и равенства, объективно обусловленная данным способом производства и соответствующим ему уровнем социального, политического, духовного и культурного развития в его соотношении с законом (т. е. официальной формой общеобязательно-нормативного признания или непризнания объективно сложившихся мер этой свободы и равенства) выступает как источник, олицетворение и критерий справедливости, которая, по словам Энгельса, есть «абстрактнейшее выражение самого права...»13. Представленная в праве справедливость носит формальный характер, поскольку «всякое право» по своему содержанию есть «право неравенства», «неравное право для неравного труда», «применение одинакового масштаба к различным людям...»14.В. С. Нерсесянц
В конце 80-х, в 90-е и последующие годы подход В. С. Нерсесянца к пониманию права в своей основе не претерпел существенных изменений. В. С. Нерсесянц публикует обстоятельные работы, в которых системно и комплексно излагает основы своего учения о праве и государстве: «Социалистическое правовое государство: концепция и пути реализации» (1990 г. материалы круглого стола), «Наш путь к праву: от социализма к цивилизму» (1992 г.) «Право — математика свободы» (1996 г.), «Юриспруденция: Введение в курс общей теории права и государства» (1998 г.), «Философия права» (1998 г.), «Общая теория права и государства» (2000). В этих работах классические рассуждения В. С. Нерсесянца о различении права и закона, о понятии права как формально равной свободе были систематизированы и были дополнены теоретическими положениями о государстве, о правовом государстве, правах человека. Также почти все работы В. С. Нерсесянца, начиная с конца 80-х годов XX в. содержат разработку оригинальной идеи об общественном строе после социализма — цивилизме и присущей ему особой форме собственности — гражданской (или цивилитарной). В 2006 г. уже после смерти В. С. Нерсесянца выходит второе, серьёзно дополненное издание его фундаментальной книги «Философия права».
Ещё при жизни академика В. С. Нерсесянца сформировался основной круг сторонников либертарной теории. Это российские ученые Н. В. Варламова, В. В. Лапаева, В. А. Четвернин и старший брат академика В. С. Нерсесян. Под руководством В. А. Четвернина защищено несколько диссертационных работ на соискание степени кандидата юридических наук, концептуальной основой которых стала либертарная теория.

### Основные труды представителей либертарно-юридической теории
- Нерсесянц В. С. Философия права. Учебник для вузов:
  - М.: Норма, 1997—652 c. ISBN 5-89123-098-4, ISBN 978-5-89123-098-9  (недоступная ссылка)
  - М.: Норма, 2006, 2-е издание, перераб. и доп. — 848 c. ISBN 5-468-00002-4, ISBN 978-5-468-00002-1.
- Нерсесянц В. С. Юриспруденция. Введение в курс общей теории права и государства: Для юридических вузов и факультетов — М.: Норма, Инфра-М, 1998. — 288 c.
- Нерсесянц В. С. Общая теория права и государства. Учебник — М.: Норма, Инфра-М, 1999. — 552 c. ISBN 5-89123-381-9, ISBN 978-5-89123-381-2. (недоступная ссылка)
- Нерсесянц В. С. Философия права: либертарно-юридическая концепция // Вопросы философии, 2002, N 3, с. 3-15. Архивировано 3 февраля 2012 года.
- Варламова Н. В. Право и мораль как базовые социальные регуляторы: проблема соотношения // Наш трудный путь к праву: Материалы философско-правовых чтений памяти академика В. С. Нерсесянца. М. 2006. С. 275—293.
- Варламова Н. В. Учение о правах человека в контексте различных типов правопонимания // Проблемы понимания права: Сборник научных статей. Серия: Право России: новые подходы. Выпуск 3. — Саратов, 2007. с. 118—142.
- Варламова Н. В. Типология правопонимания и современные тенденции развития теории права. — СПб., 2010. ISBN 978-5-9501-0124-3
- Лапаева В.В. Типы правопонимания: правовая теория и практика: Монография. / В.В. Лапаева — М., 2012.
- Лапаева В. В. Современные подходы к формированию концепции правового развития России (с позиций либертарного правопонимания) // Право и политика. 2006. № 10.
- Лапаева В. В. Содержание формального принципа правового равенства // Права человека и современное государственно-правовое развитие / отв. ред. А. Г. Светланов. — М.: ИГП РАН, 2007.
- Лапаева В. В. Либертарная концепция права как теоретическая основа для синтеза различных типов правопонимания // Проблемы понимания права: Сборник научных статей. Серия: Право России: новые подходы. Выпуск 3. — Саратов, 2007. с. 19-24.
- Лапаева В. В. Либертарная концепция права В. С. Нерсесянца (к семидесятилетию со дня рождения автора) // Государство и право. 2008. № 10.
- Лапаева В. В., Тумурова А. Т. Процессы генезиса права с позиций принципа формального равенства // История государства и права. 2009. № 9.
- Лапаева В. В. Либертарная концепция права В. С. Нерсесянца: научное своеобразие и практическое значение // Философия права в России: история и современность: Материалы третьих философ.-правовых чтений памяти акад. В. С. Нерсесянца / Отв. ред. В. Г. Графский. — М.: Норма, 2009. — с. 208—219. — ISBN 978-5-468-00313-8
- Четвернин В. А. Современная либертарно-юридическая теория // Ежегодник либертарно-юридической теории, 2007. № 1. C. 5-9
- Четвернин В. А. Проблемы теории права и государства. Краткий курс лекций. М., 2007 г. (недоступная ссылка)
- Четвернин В. А., Яковлев А. В. Институциональная теория права. М., 2009.  (недоступная ссылка)
- Четвернин В. А. Государство: сущность, понятие, структура, функции // в кн.: Проблемы общей теории права и государства: учебник / под общ. ред. В. С. Нерсесянца. — 2-е изд., пересмотр. — М.: НОРМА: Инфра-М, 2010. — 525—641 с. ISBN — 978-5-91768-116-0.
- Четвернин В. А. Проблемы теории права для особо одаренных студентов. М., 2010
- Нерсесян В. С. Право и правовой закон: становление и развитие / Под. ред. В. В. Лапаевой. — М.: Норма, 2009. — 384 с. ISBN — 978-5-468-00312-1.